# Sony Alpha 7R V
α 7R IV -
Le Sony Alpha 7R V (typographié α 7R V et référencé ILCE-7RM5) est un appareil photographique hybride professionnel plein format à haute résolution (61 millions de pixels) équipé de la monture E, annoncé en octobre 2022,,,. Il remplace le Alpha 7R IV dont il conserve la résolution tout en améliorant les performances en vidéo.

## Galerie d'images

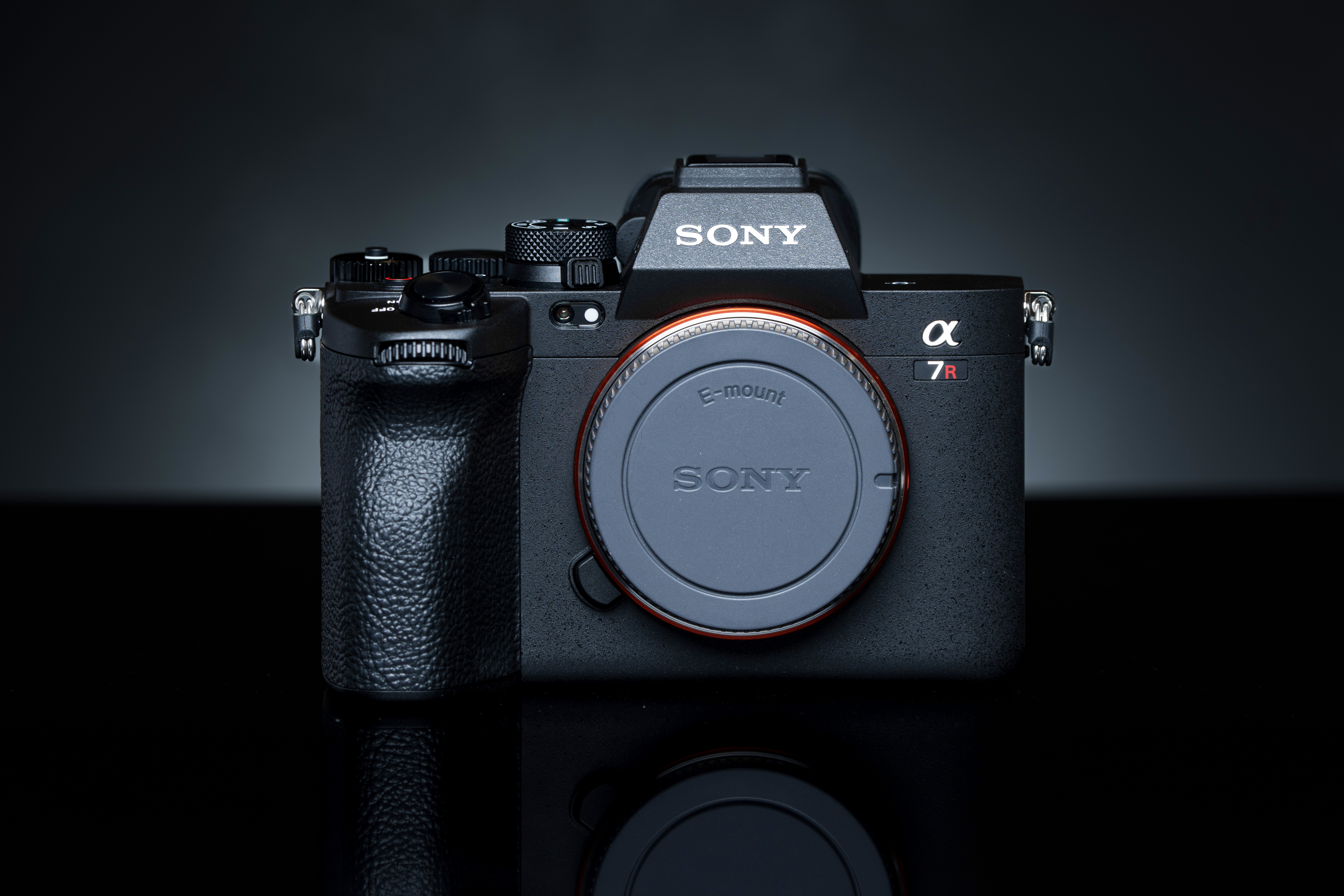
Vue de face
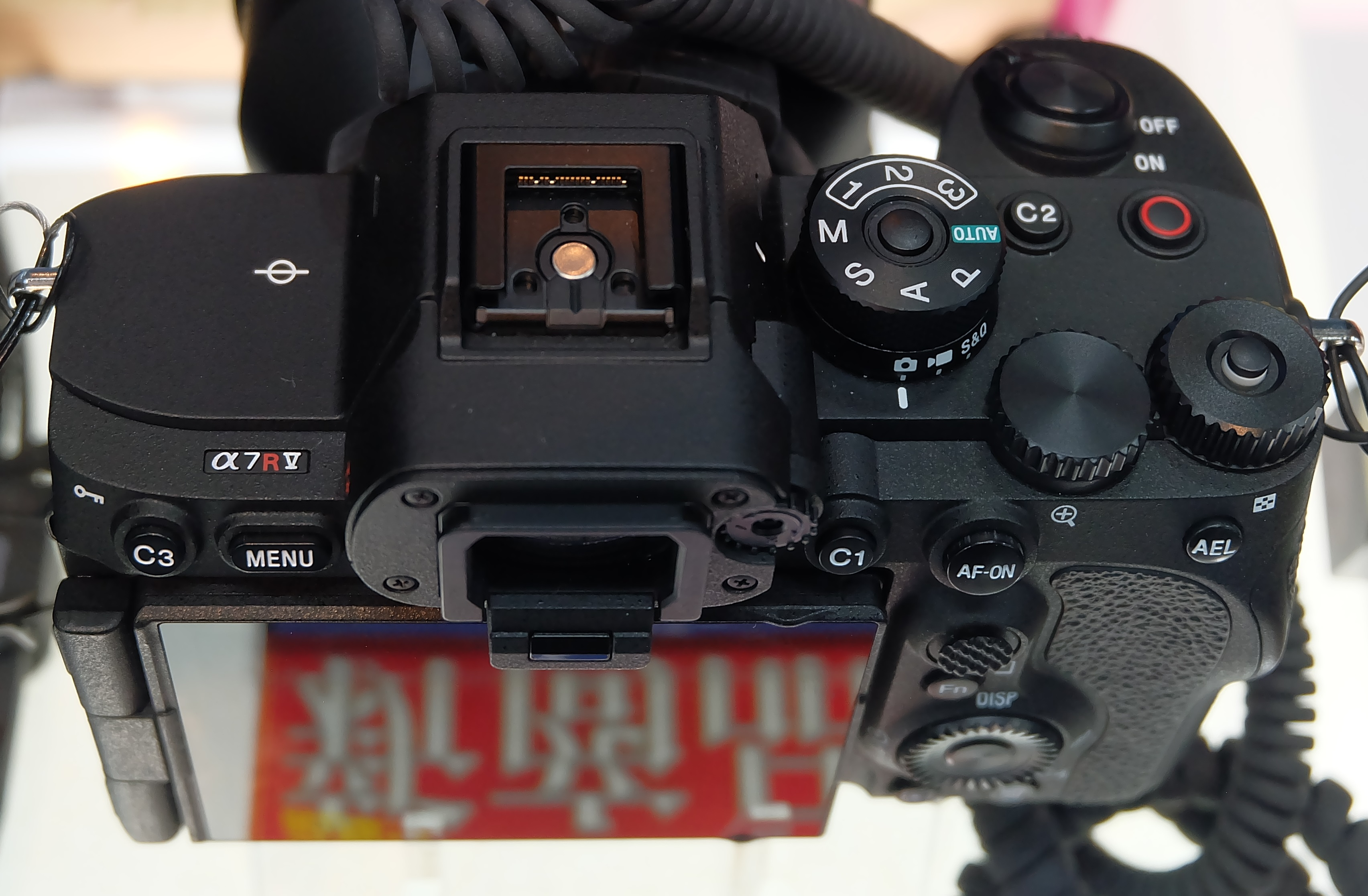
Vue de dessus arrière
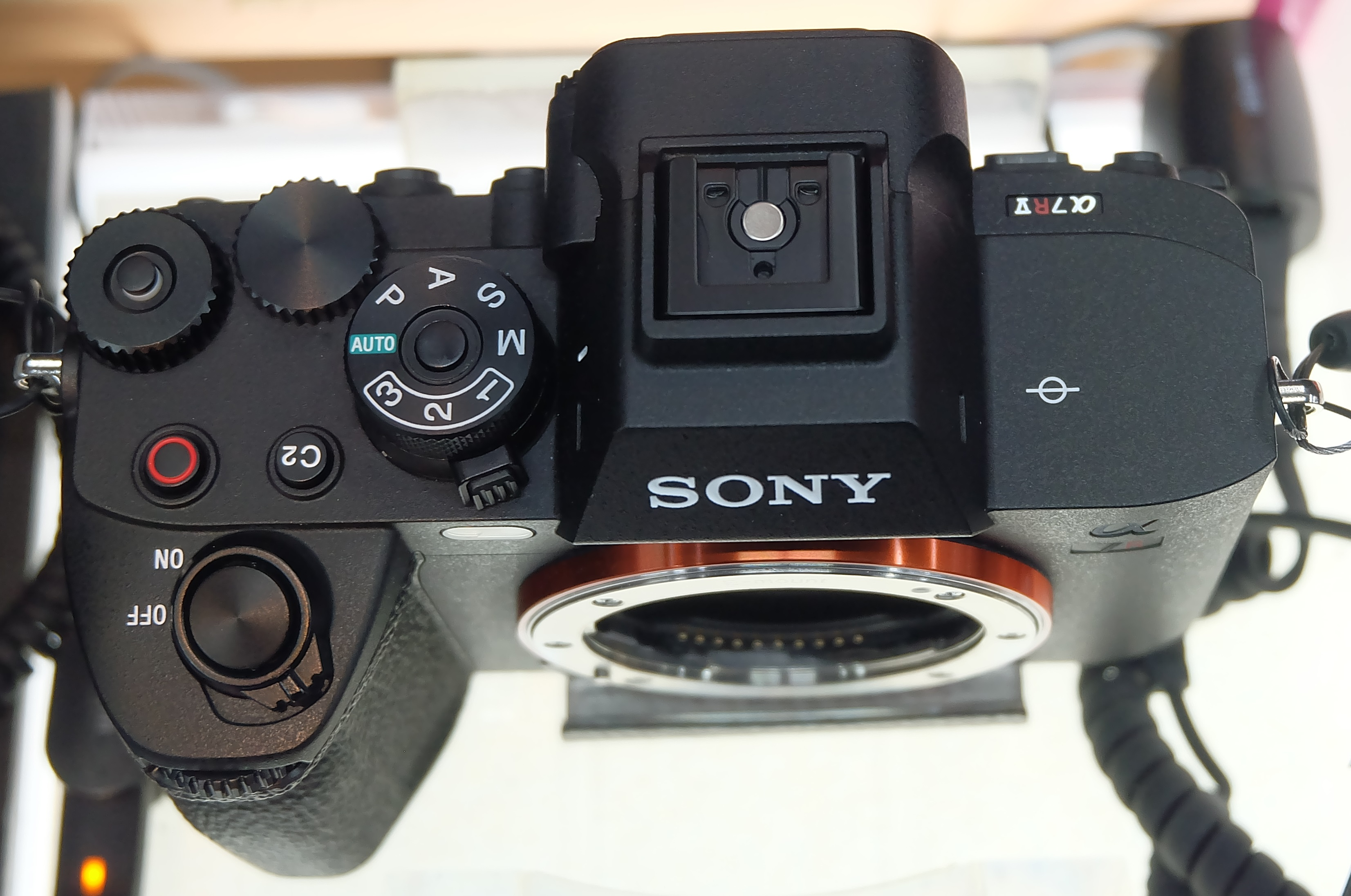
Vue de dessus avant
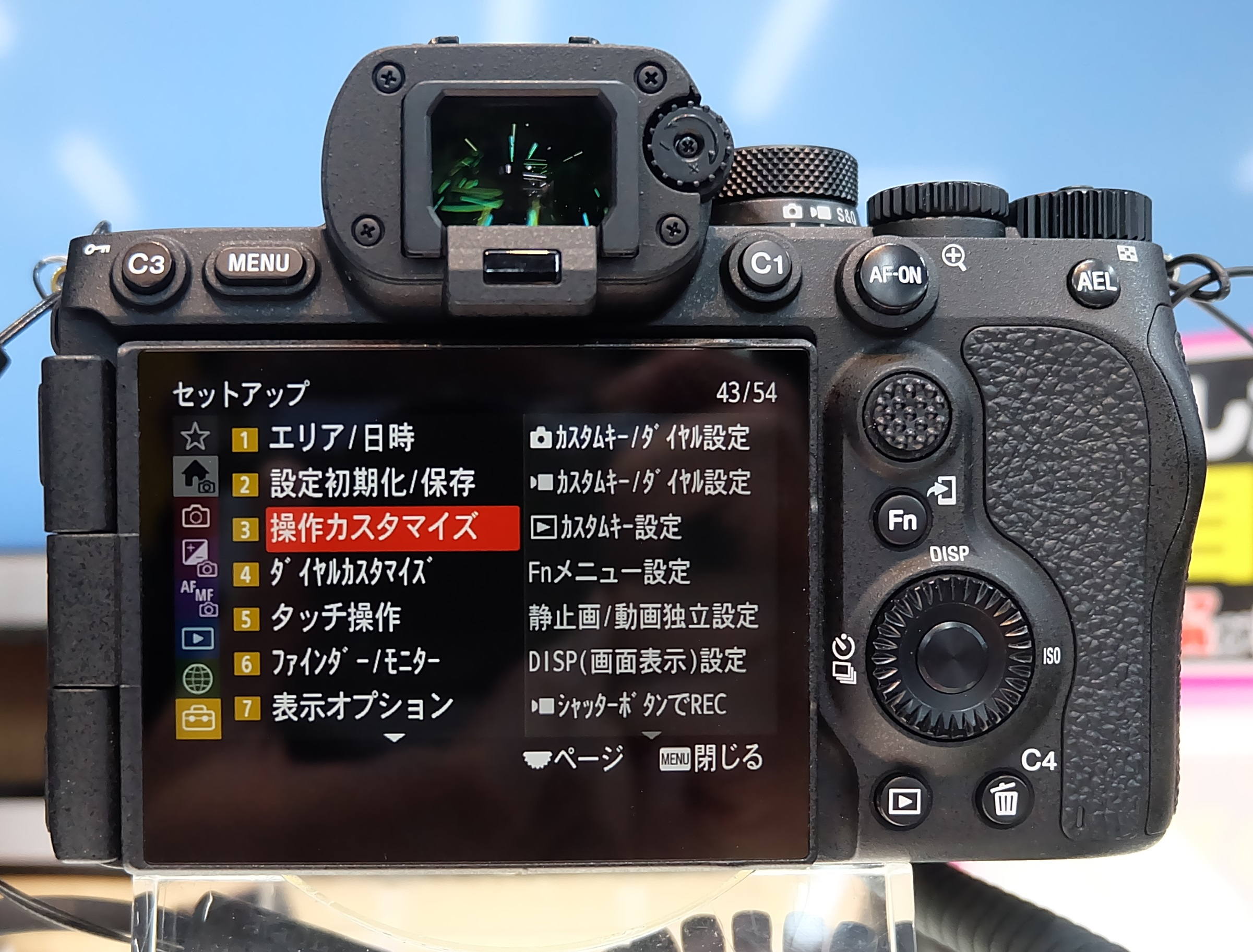
Vue arrière